# 市轄区
市轄区（しかつく、簡: 市辖区、繁: 市轄區）とは、中華人民共和国と中華民国における都市の行政区画の一種。

## 中華人民共和国の市轄区

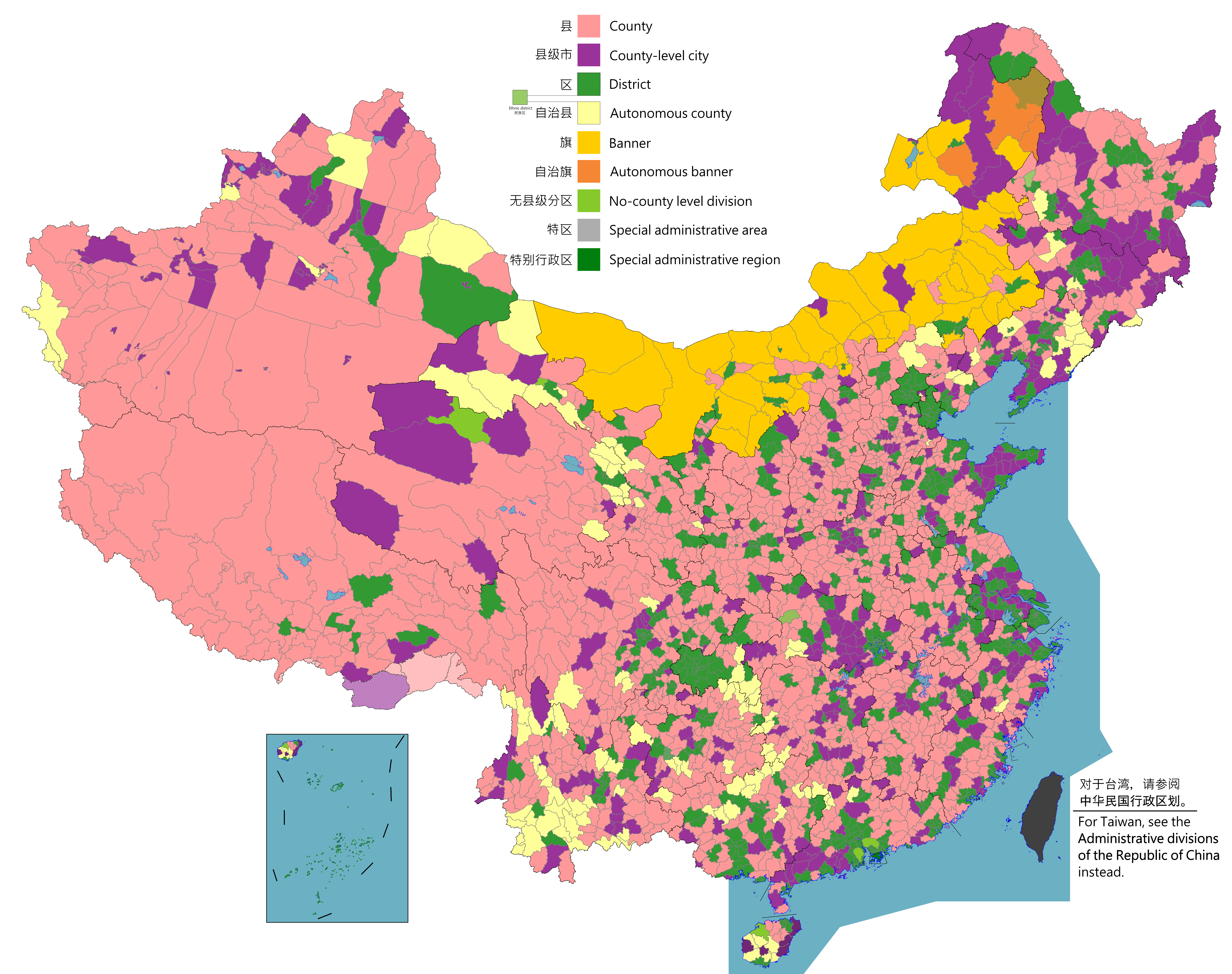
中華人民共和国における県級行政区の分布図。濃緑は市轄区

中華人民共和国では「市轄区」は直轄市や大都市（地級市）の市街に設置された県級行政区である。市轄区の下の区画は郷級行政区で、大都市と開発の進んだ地区では主に街道が、工業化・都市化の発達過程中の都市では鎮や郷が主となっている。
市轄区が他の県級行政区と違うのはそれが都市の主体的部分となっている事である。すなわち人口密度が高く流動人口が集中しており、都市人口率は高く、文化・経済・貿易が発達している。

## 中華民国の市轄区
中華民国（台湾）では区は直轄市と市の下の行政区画である。県以下の県轄市に相当し、郷や鎮と同じ段階にある。
中華民国の地方行政区画のなかで直轄市（1994年以前は院轄市）及び市（1994年以前は省轄市）の下の行政単位は「区」のみである。1968年に台北市が省轄市から院轄市へ昇格する過程で台北県に属していた郷を数個編入した際、これを区に改めた。1990年に区が再編成され、現在の台北市の12区となった。そのほか直轄市の高雄市、台中市、台南市、新北市、桃園市と市である基隆市、新竹市、嘉義市にもそれぞれ区が存在する。台湾の区と郷、鎮、県轄市は一様に公所を行政弁事単位（地方自治体ではない）としており、里もまた管轄するが村は管轄しない。区長は市長に任命され、任期は4年である。